# Boč (przystanek kolejowy)
Boč – przystanek kolejowy w miejscowości Boč, w kraju karlowarskim, w Czechach. Znajduje się na wysokości 320 m n.p.m.
Jest zarządzany przez Správę železnic. Na przystanku nie ma możliwości zakupu biletów, a obsługa podróżnych odbywa się w pociągu.

## Linie kolejowe
- 140 Chomutov – Karlovy Vary – Cheb